# USS Razorback (SS-394)
USS Razorback (SS-394) là một  tàu ngầm lớp Balao được Hải quân Hoa Kỳ chế tạo trong Chiến tranh Thế giới thứ hai. Nó là chiếc tàu chiến duy nhất của Hải quân Hoa Kỳ được đặt cái tên này, theo tên loài cá voi vây (Balaenoptera physalus). Nó đã phục vụ trong suốt Thế Chiến II, thực hiện được năm chuyến tuần tra và đánh chìm được một tàu khu trục cũ tải trọng 820 tấn. Sau khi xung đột chấm dứt, nó đã được nâng cấp trong khuôn khổ Dự án GUPPY IIA và tiếp tục phục vụ trong các cuộc Chiến tranh Lạnh và Chiến tranh Việt Nam. Con tàu được chuyển cho Thổ Nhĩ Kỳ để hoạt động như là chiếc TCG Muratreis (S-336) từ năm 1971 đến năm 2001. Nó được bán lại cho tiểu bang Arkansas và hiện đang trưng bày như một tàu bảo tàng tại Bảo tàng Hàng hải Nội địa Arkansas ở North Little Rock, Arkansas. Razorback được tặng thưởng năm Ngôi sao Chiến trận do thành tích phục vụ trong Thế Chiến II, và thêm ba Ngôi sao Chiến trận trong giai đoạn Chiến tranh Lạnh cùng bốn Ngôi sao Chiến trận nữa khi phục vụ tại Việt Nam.

## Thiết kế và chế tạo
Thiết kế của lớp Balao được cải tiến dựa trên  tàu ngầm lớp Gato dẫn trước, là một kiểu tàu ngầm hạm đội có tốc độ trên mặt nước cao, tầm hoạt động xa và vũ khí mạnh để tháp tùng hạm đội chiến trận. Khác biệt chính so với lớp Gato là ở cấu trúc lườn chịu áp lực bên trong dày hơn, và sử dụng thép có độ đàn hồi cao (HTS: High-Tensile Steel), cho phép lặn sâu hơn đến 400 ft (120 m). Con tàu dài 311 ft 9 in (95,02 m) và có trọng lượng choán nước 1.526 tấn Anh (1.550 t) khi nổi và 2.424 tấn Anh (2.463 t) khi lặn. Chúng trang bị động cơ diesel dẫn động máy phát điện để cung cấp điện năng cho bốn động cơ điện, đạt được công suất 5.400 shp (4.000 kW) khi nổi và 2.740 shp (2.040 kW) khi lặn, cho phép đạt tốc độ tối đa 20,25 hải lý trên giờ (37,50 km/h) và 8,75 hải lý trên giờ (16,21 km/h) tương ứng. Tầm xa hoạt động là 11.000 hải lý (20.000 km) khi đi trên mặt nước ở tốc độ 10 hải lý trên giờ (19 km/h) và có thể hoạt động kéo dài đến 75 ngày.
Tương tự như lớp Gato dẫn trước, lớp Balao được trang bị mười ống phóng ngư lôi 21 in (530 mm), gồm sáu ống trước mũi và bốn ống phía phía đuôi tàu, chúng mang theo tối đa 24 quả ngư lôi. Vũ khí trên boong tàu gồm một hải pháo 4 inch/50 caliber, một khẩu pháo phòng không Bofors 40 mm nòng đơn và một khẩu đội Oerlikon 20 mm nòng đôi, kèm theo hai súng máy .50 caliber. Trên tháp chỉ huy, ngoài hai kính tiềm vọng, nó còn trang bị ăn-ten radar SD phòng không và SJ dò tìm mặt biển. Tiện nghi cho thủy thủ đoàn bao gồm điều hòa không khí, thực phẩm trữ lạnh, máy lọc nước, máy giặt và giường ngủ cho hầu hết mọi người, giúp họ chịu đựng cái nóng nhiệt đới tại Thái Bình Dương cùng những chuyến tuần tra kéo dài đến hai tháng rưỡi.
Razorbackđược đặt lườn tại Xưởng hải quân Portsmouth ở Kittery, Maine vào ngày 9 tháng 9, 1943. Nó được hạ thủy cùng với ba tàu ngầm chị em khác là Redfish, Ronquil và Scabbardfish vào ngày 27 tháng 1, 1944, là lần duy nhất trong lịch sử bốn tàu ngầm được hạ thủy trong cùng một ngày. Nó được đỡ đầu bởi bà H. F. D. Davis, và được cho nhập biên chế cùng Hải quân Hoa Kỳ vào ngày 3 tháng 4, 1944 dưới quyền chỉ huy của Hạm trưởng, Thiếu tá Hải quân Albert Marion Bontier.

## Lịch sử hoạt động

### 1944
Đang khi chạy thử máy ngoài khơi vùng biển New London, Connecticut, Raizorback bị mắc cạn ngoài khơi Race Rock tại eo biển Block Island. Môt ủy ban điều tra đã cách chức Hạm trưởng Bontier lẫn Hạm phó, Đại úy Hải quân John Haines, thay thế họ bằng Trung tá Hải quân Roy S. Benson và Thiếu tá Hải quân C. Donald Brown. Chiếc tàu ngầm tiếp tục chạy thử máy huấn luyện tại vùng biển New England, cho đến khi lên đường băng qua kênh đào Panama để đi sang khu vực Thái Bình Dương.

#### Chuyến tuần tra thứ nhất
Rời Trân Châu Cảng, Hawaii vào ngày 25 tháng 8, 1944 cho chuyến tuần tra đầu tiên trong chiến tranh, Razorback hoạt động tại vùng biển về phía Đông đảo Luzon, Philippines trong thành phần một đội tấn công hỗ trợ cho  cuộc đổ bộ lên Palau vào giữa tháng 9. Sau khi chỉ phát hiện máy bay tuần tra chống ngầm đối phương, nó hướng lên phía Đông Bắc và đi đến căn cứ Midway vào ngày 19 tháng 10.

#### Chuyến tuần tra thứ hai
Khởi hành từ Midway vào ngày 15 tháng 11 cho chuyến tuần tra thứ hai, Razorback hoạt động trong thành phần một đội tấn công phối hợp ("Bầy sói") vốn còn bao gồm các tàu ngầm Trepang (SS-412) và Segundo (SS-398), và đặt dưới sự chỉ huy chung của Thiếu tá Brown. "Bầy sói" đã hoạt động trong eo biển Luzon, nơi Razorback đã phóng ngư lôi gây hư hại cho chiếc tàu chở hàng Kenjo Maru (6.933 tấn) vào ngày 6 tháng 12. Đến ngày 30 tháng 12, tại khu vực eo biển Ba Sĩ, nó tấn công hai lượt với tổng cộng sáu quả ngư lôi, và hai quả trúng đích đã đánh chìm tàu khu trục cũ Kuretake (820 tấn) ở vị trí cách 60 nmi (110 km) về phía Đông Nam Đài Loan, tại tọa độ 21°00′B 121°24′Đ / 21°B 121,4°Đ, đồng thời gây hư hại cho một tàu chở hàng khác. Nó kết thúc chuyến tuần tra khi quay trở về căn cứ tại Guam thuộc quần đảo Mariana vào ngày 5 tháng 1, 1945.

### 1945

#### Chuyến tuần tra thứ ba
Trong chuyến tuần tra thứ ba từ ngày 1 tháng 2 đến ngày 26 tháng 3, 1945, Razorback hoạt động tại khu vực biển Hoa Đông trong thành phần một "Bầy sói" khác bao gồm các tàu ngầm Segundo và Sea Cat (SS-399). Nó chỉ phá hủy được bốn tàu gỗ bằng hải pháo trong ba vụ đụng độ khác nhau, rồi chuyển ba tù binh chiến tranh Nhật Bản đến Guam trước khi kết thúc chuyến tuần tra tại Trân Châu Cảng.

#### Chuyến tuần tra thứ tư
Khởi hành vào ngày 7 tháng 5 cho chuyến tuần tra thứ tư, Razorback làm nhiệm vụ tìm kiếm và giải cứu tại các khu vực quần đảo Nanpō và vịnh Tokyo. Vào ngày 25 tháng 5, nó đã cứu vớt một phi công máy bay tiêm kích P-51 Mustang, Trung tá Charles E. Taylor thuộc Liên đội Tiêm kích 21; rồi đến ngày 5 tháng 6, chiếc tàu ngầm tiếp tục cứu vớt bốn thành viên một đội bay máy bay ném bom B-29 Superfortress, bị bắn rơi trong một phi vụ ném bom xuống Kobe. Nó kết thúc chuyến tuần tra tại căn cứ Midway vào ngày 27 tháng 6.

#### Chuyến tuần tra thứ năm
Rời Midway vào ngày 22 tháng 7 cho chuyến tuần tra cuối cùng trong chiến tranh, Razorback hoạt động tại khu vực biển Okhotsk, nơi nó đánh chìm sáu tàu chở hàng nhỏ bằng hải pháo cùng gây hư hại cho hai chiếc khác. Phần lớn thời gian còn lại được dành cho nhiệm vụ tìm kiếm và giải cứu ngoài khơi Paramushiro, hỗ trợ cho máy bay xuất phát từ Alaska, cho đến khi Nhật Bản chấp nhận đầu hàng vào ngày 15 tháng 8, giúp chấm dứt vĩnh viễn cuộc xung đột. Nó cùng 11 tàu ngầm khác đi đến vịnh Tokyo vào ngày 31 tháng 8 để tham gia buổi lễ ký kết văn kiện đầu hàng, rồi khởi hành vào ngày 3 tháng 9, ghé đến Trân Châu Cảng vào ngày 11 tháng 9, và về đến San Diego, California vào ngày 20 tháng 9.

### 1945 - 1954
Trong những năm tiếp theo Razorback tiếp tục hoạt động cùng Hạm đội Thái Bình Dương, thực hiện những chuyến đi sang Nhật Bản và Trung Quốc vào đầu năm 1948 và cuối năm 1949. Vào tháng 8, 1952 nó xuất biên chế  để được hiện đại hóa trong khuôn khổ Chương trình Công suất đẩy dưới nước lớn hơn (GUPPY IIA), giúp cải thiện đáng kể tốc độ lặn dưới nước và tầm xa hoạt động. Tái biên chế trở lại vào tháng 1, 1954, con tàu được điều về Hải đội Tàu ngầm 10 và tiến hành chạy thử máy ngoài khơi New London, Connecticut trước khi quay trở lại vùng bờ Tây, và gia nhập Hải đội Tàu ngầm 3 đặt căn cứ tại San Diego vào ngày 24 tháng 5, 1954.

### 1954 - 1970
Trong giai đoạn 1954-1955, Razorback phục vụ huấn luyện chống tàu ngầm cho các đơn vị không lực và hạm tàu nổi tại vùng bờ Tây, và phạm vi hoạt động được mở rộng sang Canada trong năm 1956. Nó khởi hành vào ngày 24 tháng 6, 1957 cho một lượt phục vụ tại Viễn Đông, bao gồm hoạt động trinh sát cảng Liên Xô Petropavlovsk-Kamchatskiy.

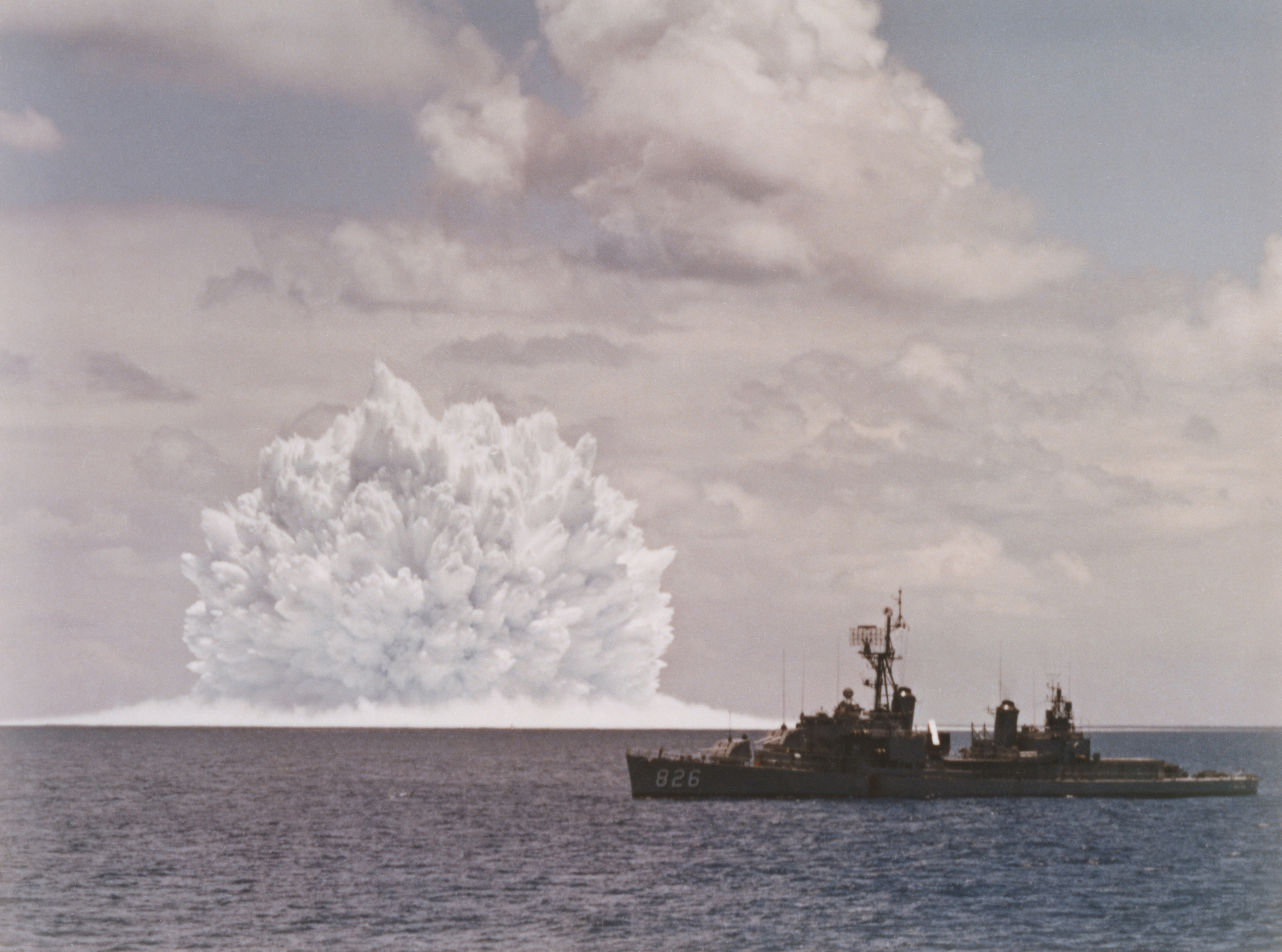
Cuộc thử nghiệm vũ khí hạt nhân "Swordfish", tên lửa ASROC được phóng từ tàu khu trục (trong hình). USS Razorback đang lặn ở độ sâu kính tiềm vọng cách tâm vụ nổ khoảng 2 nmi.

Vào ngày 11 tháng 5, 1962, tại vùng biển Thái Bình Dương ngoài khơi California, Razorback tham gia cuộc thử nghiệm vũ khí hạt nhân "Swordfish", khi một tên lửa chống ngầm ASROC mang đầu đạn hạt nhân W44 10-kiloton, được phóng thử nghiệm từ tàu khu trục Agerholm (DD-826) đến một mục tiêu ở khoảng cách 2 nmi (3,7 km). Razorback lặn ở độ sâu kính tiềm vọng cách trung tâm vụ nổ khoảng 2 nmi (3,7 km). Vụ nổ gây ra một chấn động ngầm dưới nước và gây chấn động mạnh cho chiếc tàu ngầm. Dữ liệu thu được từ cuộc thử nghiệm giúp hoàn thiện học thuyết chiến thuật cho ASROC, một vũ khí chống ngầm chủ lực trong suốt ba thập niên tiếp theo.

#### Chiến tranh Việt Nam

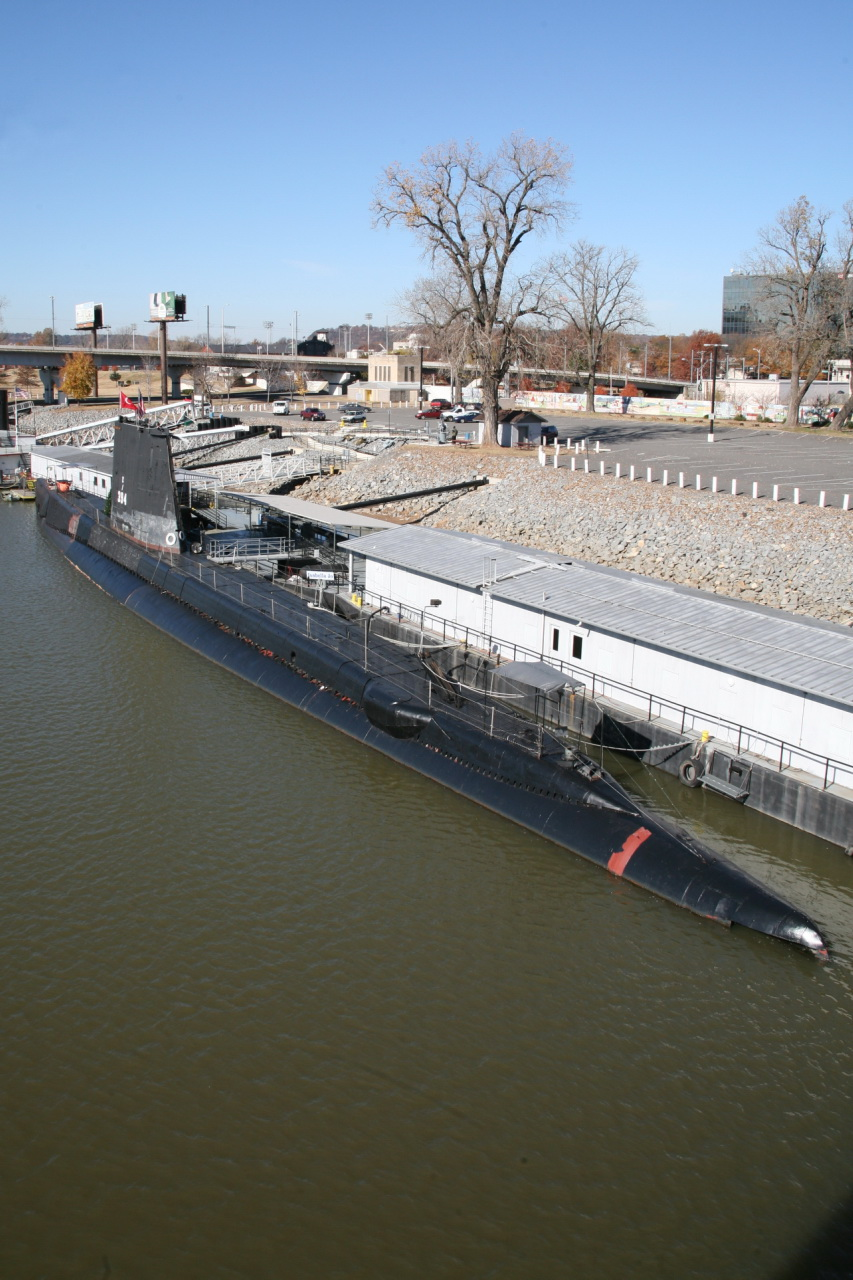
Tàu bảo tàng USS Razorback trên sông Arkansas.

Trong thập niên 1960, Razorback thường xuyên được phái sang phục vụ cùng Đệ Thất hạm đội tại Viễn Đông. Lượt hoạt động đầu tiên diễn ra vào năm 1965, và kết thúc khi nó quay trở về San Diego vào ngày 1 tháng 2, 1966. Chiếc tàu ngầm lại được phái sang khu vực biển Đông ngoài khơi Việt Nam từ ngày 29 tháng 12, 1966 đến ngày 3 tháng 7, 1967 và từ ngày 6 tháng 8, 1968 đến tháng 2, 1969. Lượt phục vụ cuối cùng tại khu vực Tây Thái Bình Dương diễn ra từ ngày 30 tháng 1 đến ngày 7 tháng 8, 1970. Không lâu sau khi quay trở về vùng bờ Tây, nó được cho xuất biên chế đồng thời rút tên khỏi danh sách Đăng bạ Hải quân vào ngày 30 tháng 11, 1970 và được chuyển cho Thổ Nhĩ Kỳ.

### TCGMuratreis(S-336)
Chiếc tàu ngầm nhập biên chế cùng Hải quân Thổ Nhĩ Kỳ vào ngày 17 tháng 12, 1971 như là chiếc TCG Muratreis (S-336), đặt theo tên Đô đốc Ottoman Murat Reis (khoảng 1534-1609). Nó phục vụ trong suốt ba thập niên cho đến khi xuất biên chế vào ngày 8 tháng 8, 2001. 

## Tàu bảo tàng

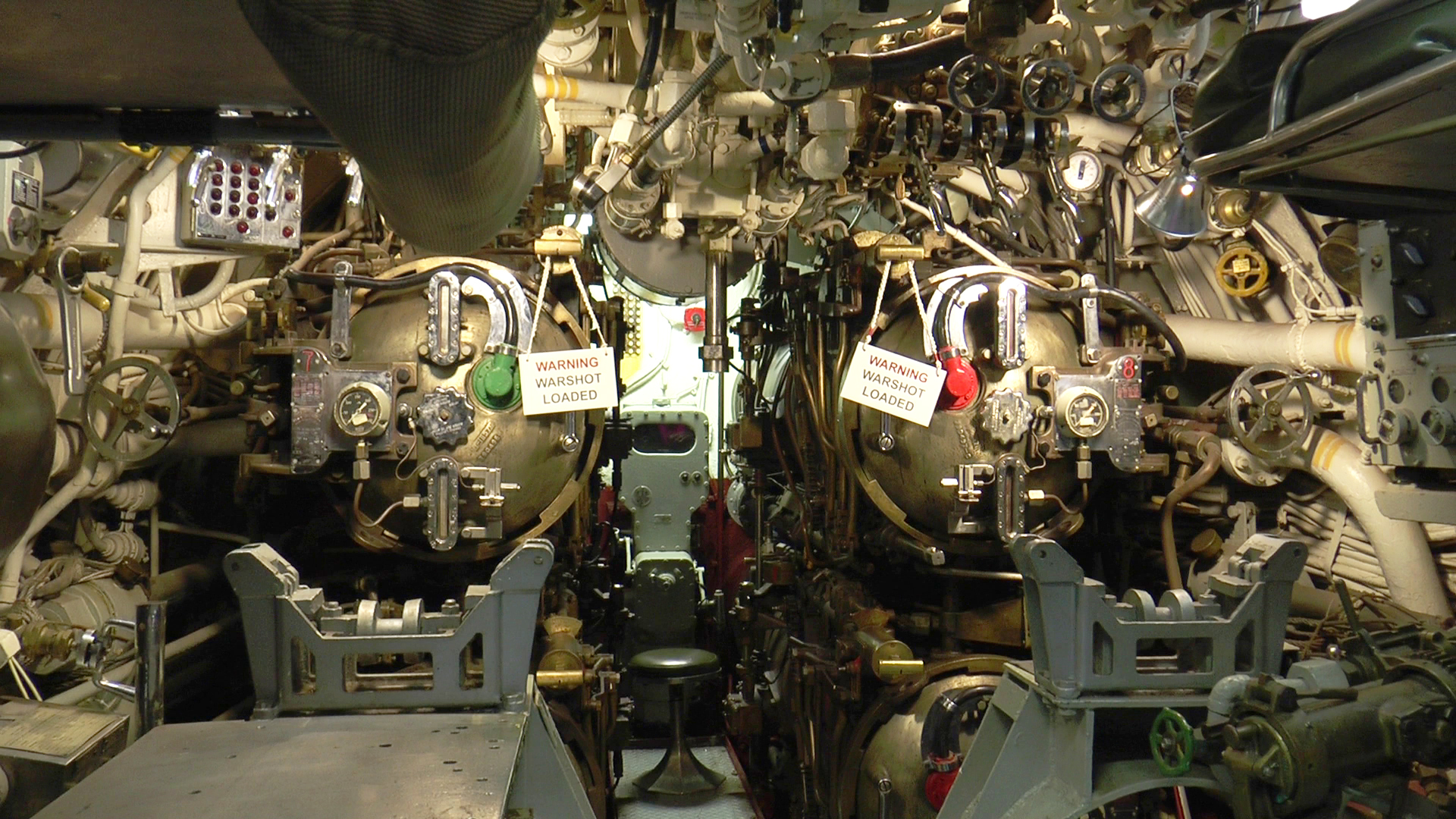
Bên trong phòng ngư lôi trước mũi của USS Razorback.

Thành phố North Little Rock, Arkansas đã mua lại chiếc Muratreis từ Thổ Nhĩ Kỳ vào ngày 25 tháng 3, 2004 với giá 37.500 đô-la Mỹ . Các khoản quyên góp tư nhân đã đóng góp ngân quỹ để mua lại và chi phí kéo tàu trở về Hoa Kỳ. Nó rời Thổ Nhĩ Kỳ vào ngày 5 tháng 5, 2004, vượt Địa Trung Hải đến Gibraltar, rồi vượt Đại Tây Dương và về đến Key West, Florida, vào ngày 13 tháng 6,  2004. Tiếp tục hành trình vào ngày hôm sau, nó đi đến New Orleans, Louisiana năm ngày sau đó, và bắt đầu ngược dòng sông Mississippi và sông Arkansas để hướng đến vị trí neo đậu vĩnh viễn tại North Little Rock, Arkansas.
Chuyến đi phải tạm dừng vào ngày 16 tháng 7 do lo ngại con tàu không thể đi qua những đoạn nước nông chỉ có 9 ft (2,7 m) của sông Arkansas, trong khi mớn nước của con tàu là 11,5 ft (3,5 m) phía mũi và 15 ft (4,6 m) phía đuôi tàu. Vì vậy hai sà lan được cặp hai bên mạn như những phao nổi để nâng con tàu lên vài feet, nhưng không cao quá độ tĩnh không của các cây cầu trên đường đi. Nó đi đến North Little Rock vào ngày 29 tháng 8, và mở cho công chúng tham quan trong khuôn khổ Bảo tàng Hàng hải Nội địa Arkansas từ ngày 15 tháng 5, 2005.

## Phần thưởng
Razorback được tặng thưởng năm Ngôi sao Chiến trận do thành tích phục vụ trong Thế Chiến II, và thêm ba Ngôi sao Chiến trận trong giai đoạn Chiến tranh Lạnh cùng bốn Ngôi sao Chiến trận nữa khi phục vụ tại Việt Nam. Nó được ghi công đã đánh chìm được một tàu khu trục cũ tải trọng 820 tấn.
|                                                       |             |                           |  |
|                                                       | Silver star |                           |  |
|                                                       | Bronze star | Bronze star · Bronze star |  |
| Bronze star · Bronze star · Bronze star · Bronze star |             |                           |  |

| Huân chương Phục vụ Trung Hoa                          |                                                                         |                                                                     |
| Huân chương Chiến dịch Hoa Kỳ                          | Huân chương Chiến dịch Châu Á-Thái Bình Dương với 5 Ngôi sao Chiến trận | Huân chương Chiến thắng Thế Chiến II                                |
| Huân chương Phục vụ Chiếm đóng Hải quân                | Huân chương Phục vụ Phòng vệ Quốc gia với 1 Ngôi sao Chiến trận         | Huân chương Viễn chinh Lực lượng Vũ trang với 2 Ngôi sao Chiến trận |
| Huân chương Phục vụ Việt Nam với 4 Ngôi sao Chiến trận | Huân chương Anh Dũng Bội Tinh (Việt Nam Cộng Hòa)                       | Huân chương Chiến dịch Bội tinh (Việt Nam Cộng Hòa)                 |

## Những hình ảnh

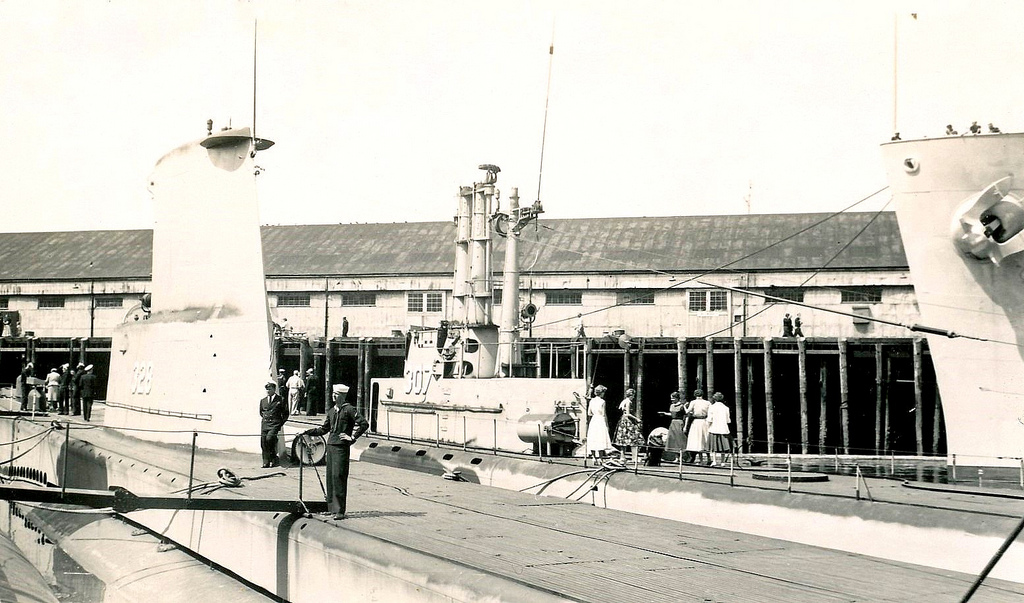
USS Razorback và hai tàu Hoa Kỳ khác neo đậu tại Vancouver,Canada
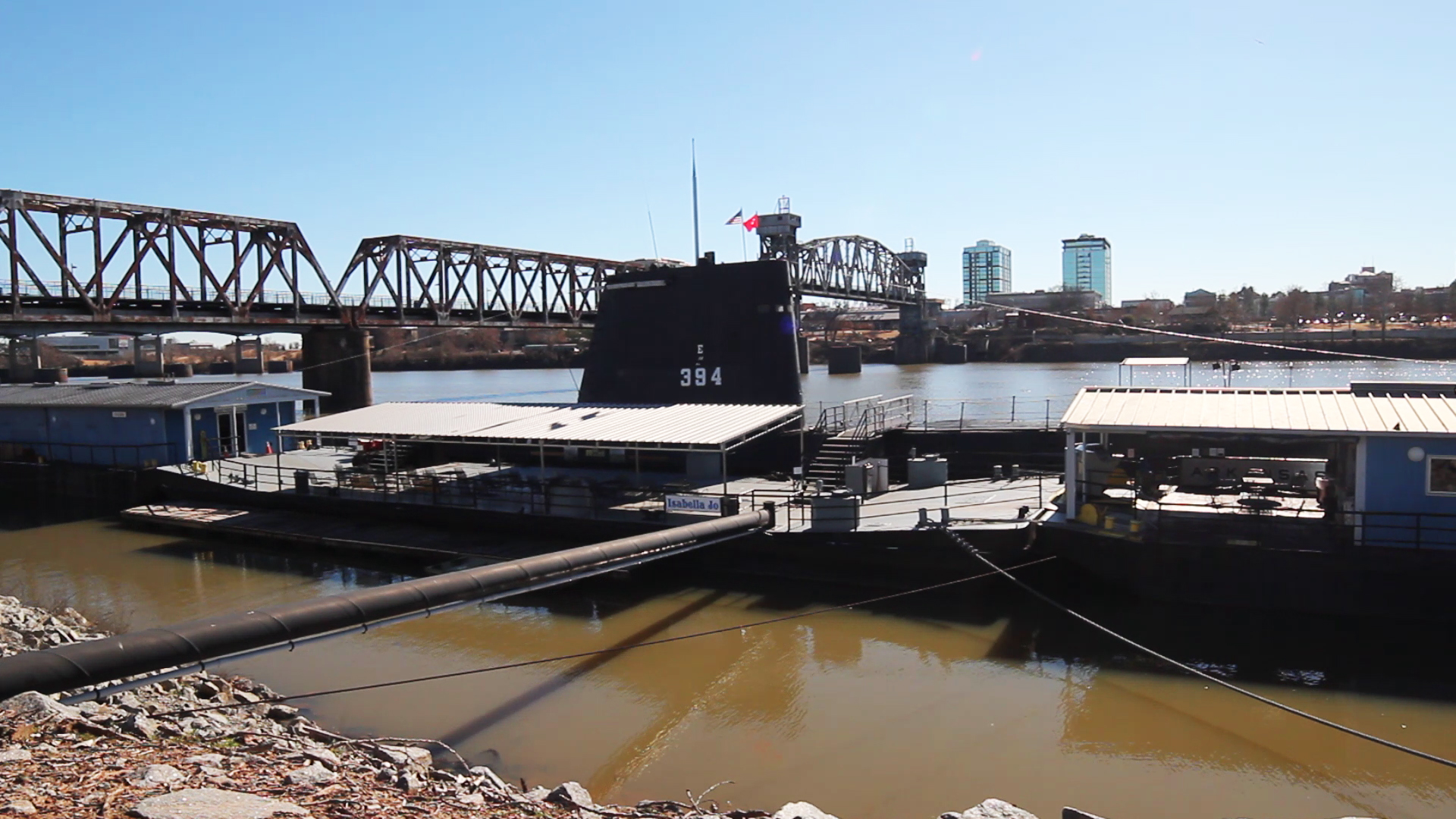
USS Razorback neo đậu trên sông Arkansas River
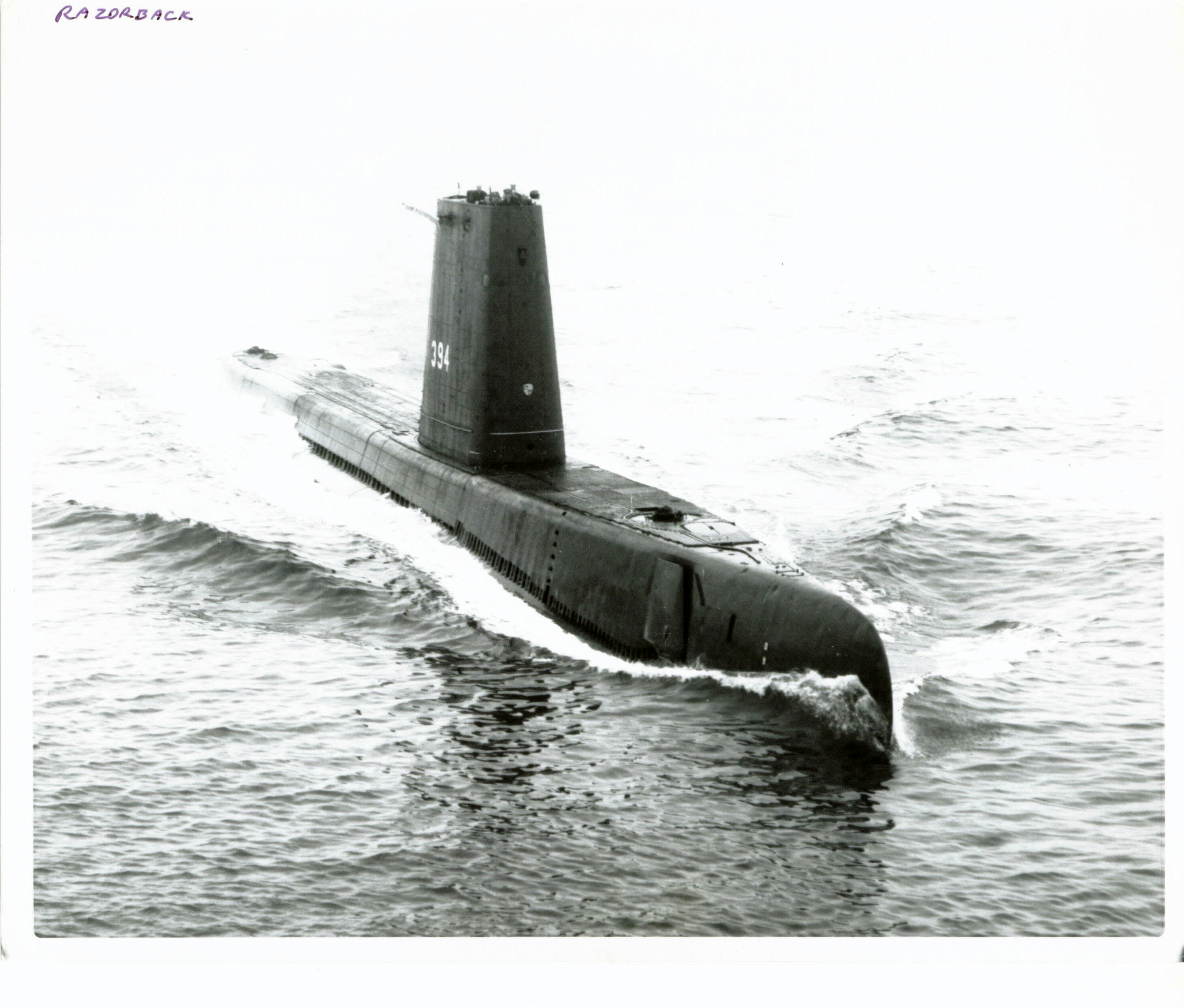
USS Razorback Quay trở về Hoa Kỳ sau 34 năm phục vụ cùng Hải quân Thổ Nhĩ Kỳ